# Burnett Hillman Streeter
Burnett Hillman Streeter (ur. 17 listopada 1874 w Londynie, zm. 10 września 1937 w Bazylei) – brytyjski biblista, krytyk tekstu Nowego Testamentu, anglikański duchowny.
Streeter kształcił się na Queen's College w Oksfordzie. W 1899 roku został ordynowany. W latach 1922–1937 był członkiem arcybiskupiej komisji doktrynalnej Kościoła Anglikańskiego. W 1935 roku był obserwatorem w Norymberdze na zjeździe NSDAP.
Sprawował godność Dean Ireland's Professor of the Exegesis of Holy Scripture na Uniwersytecie w Oksfordzie w latach 1932 do 1933, był też wtedy rektorem Queen's College.

## Tekst Nowego Testamentu
Najważniejszym dziełem Streetera było The Four Gospels: A Study of Origins (1924), w którym zaproponował “teorię czterech źródeł” (zamiast “teorii dwóch źródeł”) jako nowe rozwiązanie problemu synoptycznego. W dziele tym przedstawił teorię “lokalnego tekstu” w historii tekstu Nowego Testamentu. Hug był prekursorem tej teorii. Streeter zaproponował nową rodzinę tekstualną: Tekst cezarejski.
Streeter był zdania, że tekst bizantyjski jest wynikiem recenzji dokonanej przez Lucjana Męczennika w Antiochii. Tekst ten został zaadaptowany w Konstantynopolu ok. roku 380. Twierdził, że zachodzą podobieństwa pomiędzy Kodeksem Synajskim a Hieronimową Wulgatą.

## Dzieła
- Foundations: A Statement of Christian Belief in Terms of Modern Thought, (Macmillan and Co.: London 1912).
- Immortality: an Essay in Discovery Coordinating Scientific Psychical and Biblical Research (Macmillan Company: New York 1917)
- Woman and the Church (London 1917)
- God and the Struggle for Existence (New York 1919)
- The Message of Sadhu Sundar Singh: A Study in Mysticism and Practical Religion, (New York 1921).
- The Spirit: the Relation of God and Man, Considered from the Standpoint of Recent Philosophy and Science (New York 1922).
- The Four Gospels, a Study of Origins treating of the Manuscript Tradition, Sources, Authourship, & Dates, (1924).
- Reality: A New Correlation of Science and Religion, (London 1926).
- Primitive Church Studied with Special Reference to the Origins of the Christian Ministry, (1929).
- The Chained Library, (1931).
- The Buddha and the Christ, (Bampton Lectures, 1932).
- Reality A New Correlation Of Science And Religion, (1935).